# Lucien Lelong
 (septembre 2015).
Si vous disposez d'ouvrages ou d'articles de référence ou si vous connaissez des sites web de qualité traitant du thème abordé ici, merci de compléter l'article en donnant les références utiles à sa vérifiabilité et en les liant à la section « Notes et références ».
Pour les articles homonymes, voir Lelong.

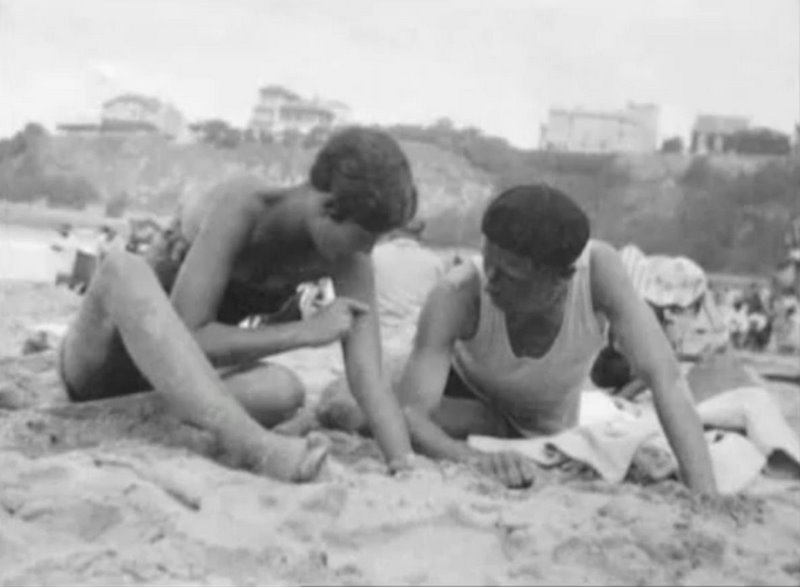
Lucien Lelong et sa seconde épouse, la princesse Natalie Paley à Biarritz (fin des années 1920), photographie anonyme.

Lucien Lelong, né le 11 octobre 1889 à Paris 9e et mort le 11 mai 1958 à Anglet, est un couturier français dont la maison de mode couture était l'une des plus grandes de Paris dans l'entre-deux-guerres et pendant la Seconde Guerre mondiale.

## Biographie
Fils de Arthur Camille Joseph Lelong et d'Éléonore Marie Lambelet, couturiers qui déménagent leur boutique de la rue Vignon en 1898, pour s'installer au no 18 place de la Madeleine à Paris. Lucien Lelong voit le jour l'année suivante. Ses parents ont une certaine notoriété et sont inscrits à la toute jeune Chambre syndicale de la Couture, aux côtés des grands couturiers en renom comme Jeanne Lanvin, Jeanne Paquin ou Paul Poiret. Il effectue son service militaire au 4e régiment de hussards en 1909 et entre comme étudiant à l'école des hautes études commerciales de 1911 à 1913.
Il apprend le métier et aux côtés de son oncle, marchand de tissus, découvre les étoffes. Il redécore le salon d'essayage de ses parents en noir. Le 4 août 1914, il devait présenter sa première collection mais, le 2 août, il est mobilisé pour la Première Guerre mondiale et part en première ligne au 2e cuirassiers. Le 22 janvier 1915, il est nommé sous-lieutenant de réserve. Il est attaché à la mission française auprès de l'armée britannique. Le 24 mai 1917, il est grièvement blessé par un éclat d'obus et passe neuf mois à l'hôpital.

### La Maison Lucien Lelong
Il reprend les activités de la maison de couture familiale en 1918, et bien qu'elle soit restée ouverte, les caisses sont vides. La raison sociale est transformée en « Lelong & Fried » (du nom de son associé) en 1920, année qui voit la naissance de sa fille Nicole, dont il a épousé la mère, Anne-Marie Audoy, en 1919. En 1921, la maison devient « Lucien Lelong ». Les collections de 1921, 1922 et 1923 reçoivent un bon accueil de la presse et des clientes. Parmi les femmes en vue, certaines n'hésitent pas à poser pour ses toilettes dans les magazines : Simone de Caillavet, future épouse d'André Maurois, la comtesse de Chabannes, la princesse Galitzine (Marina Petrovna de Russie), la danseuse Georgia Graves.
En 1924, il quitte le quartier de la Madeleine pour s'installer au no 16 avenue Matignon à Paris, et dépose les statuts de sa société de parfums. En 1925, il crée la silhouette « kinétique », ou encore « kinoptique » et « cinématique », c'est-à-dire d'une ligne souple, moderne, dynamique. Il fut le premier à imaginer, une dizaine d'années plus tard, le prêt à porter de luxe et à penser à l'unité d'une production[réf. nécessaire], du vêtement aux accessoires et aux parfums, considérant la mode autant dans sa dimension esthétique, qu'industrielle et commerciale. C'est la même année qu'il fait son premier voyage aux États-Unis.
Il participe à l'Exposition des Arts décoratifs de 1925 et présente ses modèles dans le pavillon de l'Élégance sur des mannequins de chez Siegel.

### Parfums Lucien Lelong
En 1926, il lance son trio de parfums A B C dans des flacons de René Lalique. Un an après, il sort deux nouveaux parfums : J pour Jasmin et N pour Natalie, du prénom de Natalie Paley, princesse Romanov, qu'il épouse le 9 août 1927, soit à peine un mois après son divorce de sa première épouse. Il ouvre une boutique rue Gardères à Biarritz, où il avait connaissance avec la famille Paley, et où Natalie Paley était devenue mannequin pour sa maison. Cette union prend fin en 1937.
De 1925 à 1950, il lancera près de quarante parfums. En 1929, il travaille notamment avec René Lalique pour élaborer un flacon de parfum en verre soufflé-moulé émaillé dans le style Art déco, inspiré par les nouveaux gratte-ciel américains comme le Chrysler Building, et aujourd'hui conservé au Musée Lalique. Il inaugure une succursale pour ses parfums à Chicago en 1928.

### Les années fastes
En 1927, il rallonge ses modèles. En 1928, la taille est plus marquées. D'autre part, le succès de nouvelles disciplines sportives comme le ski, le pousse à créer des tenues spécialisées au service du sport. Ainsi, Lucien Lelong invente en 1928 un "sweater" intitulé Champion photographié par Egidio Scaioni où il reprend le motif d'une cravate surdimensionnée.
En 1930, la taille remonte, il lance son parfum Passionnément. En 1933, il essaie les crêpe Rosalba et Phosphora et la viscose. Il habille dans ces années 1930 : Marlene Dietrich et Baba de Faucigny-Lucinge, deux amies de son épouse. Jean Ebel est son modéliste durant ces années-là. En 1931, Natalie Paley est à Venise et séduit Serge Lifar, puis en 1932, Jean Cocteau, qui va rencontrer Lucien Lelong pour que celui-ci la quitte afin de pouvoir l'épouser. Lelong ne le croit pas, Natalie Paley reste en bons termes avec Lelong mais s'installe dans un appartement du quartier des Invalides. Ils divorceront en 1937. Pour faire face à la crise, il lance en 1934 la première collection de prêt-à-porter de luxe : la collection Édition comportant quatre-vingt modèles, sans succès. Il fait refaire ses salons en 1935 par le décorateur Jean-Michel Frank et lance un nouveau parfum : L'Indiscret, dont le flacon a la forme d'un drapé de robe. Il reprendra plus tard ce modèle pour créer une robe. Les sculptures du luminaire sont de Diego Giacometti. Cette année-là, il participe à l'Exposition universelle de 1935 à Bruxelles.
Il propose en 1937 un patron dans la revue Votre beauté et, après la guerre, des conseils dans Elle. En 1936, il devient président de la Chambre syndicale de la haute couture parisienne jusqu'en 1946. Le secrétaire général en est Daniel Gorin. Il pratique le yachting et collectionne les porcelaines chinoises. Ses mannequins sont de très jolies femmes parmi lesquelles Sophie (Sophie Vaillant), la future épouse de Marcel Bleustein-Blanchet, Lise Lalune, qui deviendra la directrice de ses salons, Hélène Bigotte, son mannequin favori depuis la fin des années 1920. Puis encore Galina, Genya, Ludmilla dite « Lud », Mona et Tania. C'est à la fin des années 1930 qu'il se découvre une passion pour la sculpture et obtiendra un prix au Salon de 1938. La modéliste de l'époque est Nadine Robinson. Le marionnettiste Jacques Chesnais, demande à Lucien Lelong, Maggy Rouff, Elsa Schiaparelli et Jeanne Lanvin d'habiller ses quatre-vingt-dix marionnettes qu'il veut présenter à l'étranger comme un défilé de mode. Lucien Lelong habille deux poupées : l'une porte une longue jupe de satin rose pâle ornée de larmes de cristal, l'autre une jupe de tulle sombre rebrodé de paillettes bleu nuit. Elles furent présentées à Amsterdam quand la Seconde Guerre mondiale éclata, le spectacle fut suspendu.

### 1940-1945
Mobilisé pendant la Seconde Guerre mondiale, Lucien Lelong est exempté au bout d'une dizaine de jours. Il se fixe pour objectif de faire fonctionner malgré toutes les difficultés la haute couture parisienne, afin de sauver les emplois. Si cet objectif est atteint, cela permet aussi de protéger et faire perdurer le savoir-faire. C'est ainsi qu'il arrive à persuader les cent cinquante acheteurs new-yorkais à venir voir les dernières collections en leur faisant prendre un bateau pour l'Italie d'où un train les conduit à Paris. Le 17 juin l'armistice est signé, Lelong est à Biarritz.
Rentré à Paris, les officiers allemands lui font savoir que les ouvriers et ouvrières parisiens doivent gagner Berlin et Vienne où ils devront enseigner la couture dans l'école qu'ils comptent ouvrir dans ces villes. Les ateliers de couture parisiens seront transférés à Berlin. Lelong refuse et les officiers l'invitent à aller exposer son point de vue à Berlin. Il y arrive avec le soutien de la Chambre syndicale et du ministre de la Production industrielle. Il obtient gain de cause et la restitution de ses archives.
Il lance son parfum Mon Image en 1940.
En 1941, à quelques semaines d'intervalle, il engage les modélistes Christian Dior et Pierre Balmain avec lequel il avait travaillé avant guerre. Il lance un nouveau parfum : Elle. Elle…. Germaine Devaucou, première de l'atelier tailleur, engage la première main Christiane Lanteri en octobre 1941. Celle-ci quittera la maison en avril 1946 et travaillera quelques années plus tard pour Maria Carine.
Parmi ses clientes il compte Michèle Morgan, Sophie Desmarets, Madame Paul Renard (l'épouse du patron des Fromageries Paul Renard), Greta Garbo, Colette ou Jacqueline Delubac. Son modèle de sac en bois fut créé en 1941 et par la suite beaucoup copié. Le mannequin Janine Sagny-Marsay, qui deviendra plus tard « Praline » chez Pierre Balmain, est prise en amitié par les deux modélistes.
En mars 1942, à Lyon, Lucien Lelong organise un défilé pour une vingtaine de couturiers et un gala pour le Secours national avec un spectacle de danse de Serge Lifar. Afin d'obtenir les deux cents laissez-passer nécessaires à une expédition en zone libre, il participe à un déjeuner de la Table ronde (association pro-allemande). Il expose son problème à son voisin de table ; l'officier allemand les lui obtient. Trois cent cinquante professionnels, venus de tous les pays neutres, furent invités et repartirent avec patrons et modèles. Furieux, les Allemands interdisent la publicité à la haute couture, surveillent les journaux de mode, restreignent les matières premières et réquisitionnent les ouvrières.
C'est grâce à lui si la haute couture n'a pas sombré pendant l'Occupation. Cependant un article du journal Ce soir, daté du 22 septembre 1944 et signé Georgette Lavigne accuse Lelong et Gorin d'avoir été les dictateurs de la mode et même des collaborateurs, ce qui ne tarde pas à faire du tort à Lucien Lelong. La chambre syndicale de la couture parisienne rend un brillant hommage à Lelong et à Gorin dans ces circonstances. Il sera traduit devant un tribunal et acquitté en 1945, la cour reconnaissant qu'il avait collaboré au minimum à la seule fin de préserver le patrimoine et l'emploi du personnel de la profession. Balmain le quitte en 1944, entraînant d'abord Juliette qui deviendra sa première d'atelier, puis Praline, et fonde sa maison l'année suivante.

### Les dernières années
Lelong effectuera une dernière mission aux États-Unis pour la Chambre syndicale et donnera sa démission le 5 novembre 1945. Celle-ci le nommera président d'honneur à vie. Il organise Le Théâtre de la Mode, mis en scène par Christian Bérard, avec des éclairages de Boris Kochno, des décors de Jean Cocteau, Louis Touchagues et Georges Wakhévitch. Les figurines en fil de fer sont d'Éliane Bonabel, les bijoux de Van Cleef, les coiffures sont réalisées par vingt coiffeurs dont Alexandre. Une des poupées de Lucien Lelong porte le modèle Faïence. Cette exposition débute à Paris au musée des arts décoratifs, puis voyage à Londres, Barcelone, Stockholm, et New-York, où elle triomphe.
Hubert de Givenchy fera un court passage chez lui en 1946, avec deux autres modélistes : Serge Guérin, avec lequel il ne s'entend pas très bien, et Serge Kogan. Il n'apprécie pas de devoir présenter ses modèles à ce qu'il appelle « le Tribunal » dans ses mémoires, lequel est composé de Lucien et Nicole Lelong et de la baronne d'Aviliers. Christian Dior part à son tour en 1946 avec Raymonde Zunacker, la directrice du studio, qui deviendra son bras droit. Une jeune mannequin fait ses débuts en 1946 : Bettina. Sa fille Nicole arrête ses études de médecine pour travailler avec son père. Le 12 février 1947, il est le témoin du succès du New Look et du triomphe de Christian Dior. En 1948 il présente sa collection inspirée par des modèles New Look, entouré de Robert Capa, de son personnel, et ses mannequins. Son parfum Orgueil sort en 1947.
Lelong concevait ses modèles comme des épures d'architecte, épousant le corps pour mieux le libérer. Ses drapés sont aussi fluides et sculpturaux — en quoi ils inspirèrent les plus grands photographes, de Horst P. Horst à Cecil Beaton en passant par George Hoyningen-Huene et Man Ray — que ceux d'une Madeleine Vionnet ou d'une Madame Grès.
Pour raison de santé, il ferme sa maison en août 1948. Bien qu'épuisé, il décide de continuer les parfums au no 6 place Vendôme à Paris, et lance en 1949 Cachet Bleu après les célèbres Mélodie, Jabot, Sirocco, Murmure, Bois vert, Cachet, Plumes, Penthouse, Balalaïka, etc.
Il se remarie pour la troisième fois en 1954, avec Sanda Dancovici, après avoir arrêté son activité en 1952. Ils vivent ensemble près de Biarritz sur la commune d'Anglet, au domaine de Courbois, qu'ils restaurent à grands frais. Ils jouent au golf avec le duc de Windsor et donnent des réceptions au domaine. Ils ont une fille, Christine, qui a gardé le souvenir de celles-ci. En 1949, après la fermeture de la Maison Lucien Lelong, la première de l'atelier tailleur, Germaine Devaucou, rejoint Jean Dessès.
Il meurt d'une crise cardiaque dans la nuit du 11 mai 1958. Maurice Goudeket, le veuf de Colette, qui épousera la veuve de Lelong quelques mois plus tard, assiste à ses funérailles[réf. nécessaire].

## Effectifs
- 17 ouvrières en 1918[réf. nécessaire].
- 1 200 employés en 1926[réf. nécessaire].

## Collections publiques
- Paris, musée des arts décoratifs : Robe de crêpe de soie vert pâle 1920, portrait de Natalie Paley-Tailleur en tweed et fibranne chiné blanc 1943-1944 ;
- Paris, musée Galliera : Studio Dorvyne, photographie de Natalie Paley en manteau trois-quarts, 1934, L. Lelong. 1928 : Robe du soir en crêpe saumon, perles blanches et roses, Robe du soir en crêpe de soie noire 1930-1935, Robe du soir en crêpe de soie violet 1932, Robe du soir en crêpe vert et lamé or vers 1935, Pensive, robe du soir en grosse soie naturelle rose vif, plissé soleil, 1930-1939,La mer, robe du soir en imprimé vert, bleu et blanc, 1930-1939, Robe de mariée, en crêpe blanc, 1939 ; correspondance de Lucien Lelong ;
- Saint-Sauveur-en-Puisaye, musée Colette.

## Expositions
- Exposition universelle de 1935 à Bruxelles.
- Expositions en Europe et aux États-Unis en 1939.
- 1987 : exposition[Où ?] rétrospective, « Paris-Couture années trente ».

## Distinctions
- Croix de guerre 1914-1918.
- Chevalier de la Légion d'honneur en 1926.

### Théâtre et littérature
- Colette, Vrilles de la vigne, nouvelle, 1908, Bibliothèque de la Pléiade, Tome 1
- Robert Beauvais et Michel Vaucaire, Hier contre aujourd'hui, mise en scène de Lucien Rimels, Théâtre des Célestins, 1948